# Șleahova, Berșad
Șleahova (în ucraineană Шляхова) este localitatea de reședință a comunei Șleahova din raionul Berșad, regiunea Vinnița, Ucraina.

## Demografie
Componența lingvistică a localității Șleahova
     Ucraineană (98,05%)
     Rusă (1,5%)
     Alte limbi (0,05%)
Conform recensământului din 2001, majoritatea populației localității Șleahova era vorbitoare de ucraineană (98,05%), existând în minoritate și vorbitori de rusă (1,5%).